# Trần Văn Đăng
Trần Văn Đăng (sinh 1933) là một chính khách, đại biểu Quốc hội Việt Nam khóa X. Ông thuộc đoàn đại biểu Phú Thọ. Ông từng giữ chức Bí thư Tỉnh ủy Vĩnh Phú, Tổng Thư ký Ủy ban Trung ương Mặt trận Tổ quốc Việt Nam.
Ban đầu ông công tác trong ngành giáo dục, đến năm 1981 ông được cử làm Bí thư huyện ủy Đoan Hùng tỉnh Vĩnh Phú. Khi đó người nông dân đang lao đao trước nỗi lo thiếu đói trong khi tiềm năng đất đai, lao động khá dồi dào, ông đã sớm nhập cuộc, cùng với Thường trực và BCH Đảng bộ huyện tìm ra hướng đi riêng cho huyện để giải quyết vấn đề lương thực, khai thác thế mạnh đồi rừng, để rồi từ thực tiễn ở Đoan Hùng, Ban thường vụ Tỉnh ủy có nghị quyết 24 về phát triển kinh tế đồi rừng, cùng với cơ chế “khoán 10” tạo sự khởi sắc căn bản về đời sống nông dân.
Năm 1983 ông được bầu làm Phó Bí thư Tỉnh ủy Vĩnh Phú. Năm 1988 được bầu làm Bí thư Tỉnh ủy Vĩnh Phú đến năm 1994.
Tại Đại hội Đảng Cộng sản Việt Nam VII năm 1991 ông được bầu làm Ủy viên Ban Chấp hành Trung ương Đảng Cộng sản Việt Nam.
Năm 1994 - 2004 ông được Trung ương cử giữ chức vụ Tổng Thư ký Ủy ban Trung ương Mặt trận Tổ quốc Việt Nam.
Năm 2013 ông được Nhà nước Cộng hòa Dân chủ Nhân dân Lào trao tặng Huân chương Ít xa la.